# بوسکو-زدروی
بوسکو-زدروی (لهستانی: Busko-Zdrój؛ ‏[ˈbuskɔ ˈzdrui̯] ()) یک شهر کوچک در استان اشوی‌داشکسیه در جنوب لهستان است که مرکز شهرستان بوسکو محسوب می‌شود و جمعیت آن ۱۵٬۳۱۰ نفر است. (آمار دسامبر ۲۰۲۱).
تاریخچهٔ این شهر به قرن ۱۲ میلادی بازمی‌گردد و امتیاز شهری خود را از سال ۱۲۸۷ میلادی به‌دست‌آورد. این شهر از سال ۱۸۰۹ جزئی از دوک‌نشین ورشو بود و ۶ سال بعد طبق موافقت‌های به‌عمل آمده در کنگره وین، جزئی از پادشاهی لهستان شد. جالب آنکه این شهر در ۱۸۶۹ امتیاز شهری خود را از دست داد و مجدداً آنرا در سال ۱۹۱۶ به‌دست‌آورد.
نزدیک‌ترین فرودگاه‌های بین‌المللی به این شهر، فرودگاه بین‌المللی ژان پل دوم کراکوف-بالیس در ۱۰۰ کیلومتری، فرودگاه بین‌المللی کاتوویتسه در ۱۶۰ کیلومتری و فرودگاه شوپن ورشو در ۲۲۰ کیلومتری است.
بوسکو-زدروی بابت منابع آب‌نمک و چشمه‌های آب‌معدنی شناخته می‌شود و دارای ۱۳ مرکز درمانی با امکانات استفاده از آب‌گرم و آب معدنیِ دارایِ سولفید است که سالانه در حدود نیم میلیون گردشگر را جهت درمان برخی بیماری‌های خاص از جمله بیماری‌های قلبی-عروقی، روماتیسم، مشکلات ارتوپدی، اختلالات عصبی، بیماری‌های پوستی و تسکین علائم فلج مغزی کودکان به این شهر می‌کشاند.
این شهر یک پارک مشهور چشمهٔ آب‌گرم معدنی هم دارد و دارای ۴۵۰۰ گونه درخت است که ۱۲٪ آنها بیش از ۱۰۰ سال عمر دارند.

## شهرهای خواهرخوانده
- هاوکی‌پوداس
- اشتاینهایم
- اسپچیا
- سیگت‌سنت‌میکلوش
- خمیلنیک